# نظرية المؤامرة الكبرى للأدوية
نظرية المؤامرة الكبرى للأدوية هي مجموعة من نظريات المؤامرة التي تدعي أن المجتمع الطبي بشكل عام وشركات الأدوية بشكل خاص، وخاصة الشركات الكبيرة، تعمل لأغراض شريرة وضد الصالح العام، وأنها تخفي علاجات فعالة، أو حتى تسبب وتزيد من تفاقم مجموعة واسعة من الأمراض. ومن بين الاختلافات المحددة في نظرية المؤامرة الادعاء بأن سبل العلاج البديلة الطبيعية للمشاكل الصحية يجري قمعها، والادعاء بأن العقاقير المستخدمة في علاج فيروس نقص المناعة البشرية/الإيدز غير فعالة وضارة، والادعاء بأنه جرى اكتشاف علاج لجميع أنواع السرطان ولكنه مخفي عن الجمهور. في كل حالة، ألقى منظرو المؤامرة باللوم على شركات الأدوية في بحثها عن الأرباح. أظهر عدد من المؤلفين أن هذه الادعاءات خاطئة، على الرغم من أن بعضهم يؤكد أن الانتقادات الأخرى لصناعة الأدوية مشروعة.

## التاريخ والتعريف
يستخدم مصطلح شركات الأدوية الكبرى للإشارة بشكل جماعي إلى صناعة الدواء العالمية. وفقًا لستيفن نوفيلا، أصبح المصطلح يشير إلى شكل شيطاني من صناعة الأدوية. كتب روبرت بلاسكويتز أن أصحاب نظرية المؤامرة يستخدمون مصطلح شركات الأدوية الكبرى باعتباره «اختصارًا لكيانٍ مجردٍ يضم الشركات، والمنظمين، والمنظمات غير الحكومية، والسياسيين، والأطباء في كثير من الأحيان، ولكل منهم حصته بصفقة الأدوية التي تصرف بوصفة طبية بقيمة تريليون دولار».
وفقًا لبلاسكويتز، فإن نظرية المؤامرة الكبرى تتمتع بأربع سمات كلاسيكية: الأولى: افتراض أن المؤامرة يرتكبها كادر صغير خبيث؛ وثانيًا: الاعتقاد بأن عامة الناس يجهلون الحقيقة؛ وثالثًا: أن معتنقيها يعاملون نقص الأدلة كدليل؛ وأخيرًا: أن الحجج المنشورة دعمًا للنظرية غير عقلانية أو أسيء فهمها أو خاطئة.

## المظاهر
لنظرية المؤامرة مجموعة متنوعة من المظاهر المحددة والمختلفة. لكل منها روايات مختلفة، لكنهم دائمًا ما يصورون «شركات الأدوية الكبرى» على أنها سبب الشر.

### العلاجات البديلة
في كتاب علاجات طبيعية  لا يريدونك أن تعرفها، يقترح كيفن ترودو أن هناك علاجات طبيعية للأمراض الخطيرة بما في ذلك السرطان، والهربس، والتهاب المفاصل، والإيدز، وداء الارتداد المعدي المريئي، ومختلف أنواع الرهاب، والاكتئاب، والسمنة، والسكري، والتصلب المتعدد، والذئبة الحمامية الشاملة، ومتلازمة التعب المزمن، واضطراب نقص الانتباه، والحثل العضلي، وأن كل هذه الأشياء تخفيها عن عمد وتمنعها إدارة الغذاء والدواء، ولجنة التجارة الفيدرالية، وشركات الأغذية والأدوية الكبرى عن الجمهور.

### فيروس نقص المناعة البشرية/الإيدز
في عمود عام 2006 لمجلة هاربر، ادعت الصحفية سيليا فاربر أن عقار نيفيرابين المضاد للفيروسات القهقرية كان جزءًا من مؤامرة «المجمع العلمي الطبي» لنشر الأدوية السامة. قالت فاربر إن الإيدز ليس سببه فيروس نقص المناعة البشرية، وإن النيفيرابين أُعطي بطريقة غير أخلاقية للحوامل في التجارب السريرية ما أدى إلى وفاتهن. دُحضت نظريات وادعاءات فاربر من قبل العلماء، ولكن وفقًا لسيث كاليشمان، فإن الدعاية الناتجة مثلت لحظةً مفصليةً في إنكار الإيدز.

### إخفاء علاج السرطان
يؤمن 27% من عامة الناس في أميركا وفقًا لدراسة استقصائية أجريت في عام 2005، بأن شركات الأدوية الكبرى لديها علاج للسرطان وتخفيه حتى تتمكن من الحفاظ على الربح. الحجة هنا هي أن شركات الأدوية تعمل على إبطاء البحث عن علاج شامل للسرطان، فتطور علاجات ذات ربح عالي لنوع واحد من السرطانات بدلًا من التركيز على علاج مفترض لكل أنواع السرطان.